# Cassatt Corona
La Cassatt Corona è una struttura geologica della superficie di Venere.